# Bjørnar Vestøl
Bjørnar Vestøl (Oslo, 28 maggio 1974) è un ex ciclista su strada norvegese.

## Palmarès

### Strada
- 1997 (Dilettanti, una vittoria)

2ª tappa Postgirot Open (Uppsala > Katrineholm)
- 1998 (Acceptcard Pro Cycling, una vittoria)

3ª tappa Ster ZLM Toer (Valkenburg aan de Geul > Theux)
- 1999 (Acceptcard Pro Cycling, tre vittorie)

6ª tappa Tour de Langkawi (Malacca > Johor Bahru)
Grand Prix de la Ville de Lillers
1ª tappa Ringerike Grand Prix (Ringerike > Ringerike)
- 2000 (Linda McCartney Racing Team, due vittorie)

Ronde van Noord-Holland
7ª tappa Circuito Montañés
- 2001 (Team Fakta, due vittorie)

Rund um Düren
5ª tappa Hessen-Rundfahrt (Herborn > Wiesbaden)

#### Altri successi
- 1999 (Acceptcard Pro Cycling)

Criterium Odder
Criterium Arenal
- 2000 (Linda McCartney Racing Team)

4ª tappa Norsk Sykle Festival
- 2004 (Team Sparebanken Vest)

Campionati norvegesi, Cronosquadre (con Are Hunsager Andresen e Frank Pedersen)

## Piazzamenti

### Grandi Giri
- Giro d'Italia

2000: 125º

### Competizioni mondiali
- Campionati del mondo

Lugano 1996 - In linea Under-23: 35º
Verona 1999 - In linea Elite: ritirato
Plouay 2000 - In linea Elite: 70º
Hamilton 2003 - Cronometro Elite: 32º
Hamilton 2003 - In linea Elite: ritirato
- Giochi olimpici

Sydney 2000 - In linea: 78º